# ボーナススピンZ
ボーナススピンZ（BONUS SPIN Z）は1998年にシグマ(Sigma)社が発売したメダルゲームのスロットマシン。Super 8waysシリーズの一つである。
1998年の発売以来、2025年現在でも設置しているゲームセンターがある。

## ゲーム内容
9リール8ラインのビデオスロット。1ベットで8ライン全てが有効になる。ベットを1~80(40もある)枚入れてスタートボタンを押すと、9つのリールが回る。同じ絵柄がチェリー、オレンジ、プラム、スイカは4つ以上、ベル、8、BAR、7(色混合)は3つ以上出るか、同じ絵柄(ブランク除く)が8本の直線上に揃う、センターにジョーカーが止まるのいずれかで配当が得られる。配当が5000枚以下の場合、ダブルダウンゲームに挑戦できる。また、メインゲーム、ダブルダウン問わずゲームの最高払い戻しは10万枚となっている。

## シンボルと配当
弱い方からブランク→チェリー→オレンジ→プラム→スイカ→ベル→8→BAR→赤7→青7→ジョーカー。この順に配当が高くなり、ダブルダウンゲームの強さも強くなる。ジョーカーはWILDシンボルで全ての絵柄に代用可能。メインゲームで当たるとベット数×以下の倍率の配当を獲得できる。
| 絵柄                         | 配当  | ダブルダウン時 |
| ---------------------------- | ----- | -------------- |
| ジョーカー                   | 100倍 | 800倍          |
| 青7                          | 40倍  | 30倍           |
| 赤7                          | 30倍  | 20倍           |
| エニー7(色違いの7が3つ)      | 20倍  | 10倍           |
| BAR                          | 8倍   | 5倍            |
| 8                            | 5倍   | 4倍            |
| ベル                         | 4倍   | 3倍            |
| スイカ                       | 3倍   | 2倍            |
| プラム                       | 2倍   | 2倍            |
| オレンジ                     | 1倍   | 1倍            |
| チェリー                     | 1倍   | 1倍            |
| センタージョーカー(トリガー) | 1倍   | -              |

| 個数    | チェリー | オレンジ | プラム | スイカ | ベル | 8    | BAR  | エニー7 |
| ------- | -------- | -------- | ------ | ------ | ---- | ---- | ---- | ------- |
| 9個全て | 1000     | 1500     | 2000   | 3000   | 4000 | 5000 | 6000 | 8000    |
| 8個     | 200      | 300      | 400    | 600    | 800  | 1000 | 1200 | 2000    |
| 7個     | 40       | 60       | 80     | 120    | 160  | 200  | 240  | 320     |
| 6個     | 10       | 15       | 20     | 30     | 40   | 50   | 60   | 80      |
| 5個     | 2        | 2        | 4      | 6      | 8    | 10   | 15   | 20      |
| 4個     | 1        | 1        | 1      | 2      | 2    | 2    | 3    | 4       |
| 3個     | -        | -        | -      | -      | 1    | 1    | 1    | 1       |

## フリースピン
メインゲームでセンターリールにジョーカーが停止すると、筐体上部のトンネルでジョーカーの倍率抽選が行われる。倍率は1、2、3、5倍のいずれかで、回数は5回で固定。フリースピン中はジョーカーが固定され、何も揃わない場合でもベット数×抽選された倍率の配当を受けることが出来る。フリースピン開始前にセンタージョーカーを含むライン配当及びany配当がある場合、そのすべての配当に抽選された倍率が適用され獲得した状態でフリースピンが始まる。

## ダブルダウンゲーム
配当が発生すると挑戦できる。ディーラーのリールとプレイヤーの3つのリールが回転する。ディーラーより強い絵柄を引けば2倍、同じ絵柄なら1倍、弱い絵柄なら没収となる。獲得配当の半分を賭けて半分はセーブする「ハーフダブル」も選択できる。また、プレイヤーの3つのリールに同じ絵柄が揃うとスペシャルボーナスを得られる。ダブルダウンの上限は5000枚(シグマ機共通)となっており、配当が5001枚以上のときは挑戦できず、振り切りとなり自動的にクレジットにコレクトされる。

ダブルダウンゲーム中にジョーカーを引いた場合も筐体上部のトンネルで倍率抽選が行われ、スペシャルボーナスが絡むと最大で賭けた配当の50倍(勝ちの2倍×5倍ジョーカー2個で25倍)になることも。

## その他
- ROMは1999年のSIGMA製と2001年のUDN製の2種類が存在し、前者のSIGMA製はダブルダウンゲームでジョーカー含む赤7揃いの確率が極わずかに高いバグがある。
- リールの仕様がメインゲームとダブルダウンで異なっており、メインゲーム時はセンターリールがジョーカーの上下のみブランクとなっている(それ以外のリールはシンボル数個おきにブランク有り)。ダブルダウン時はディーラー側・プレイヤー側共にメインゲーム時のセンターリール状態を使用。